# Andrew Usher
Pour les articles homonymes, voir Usher.

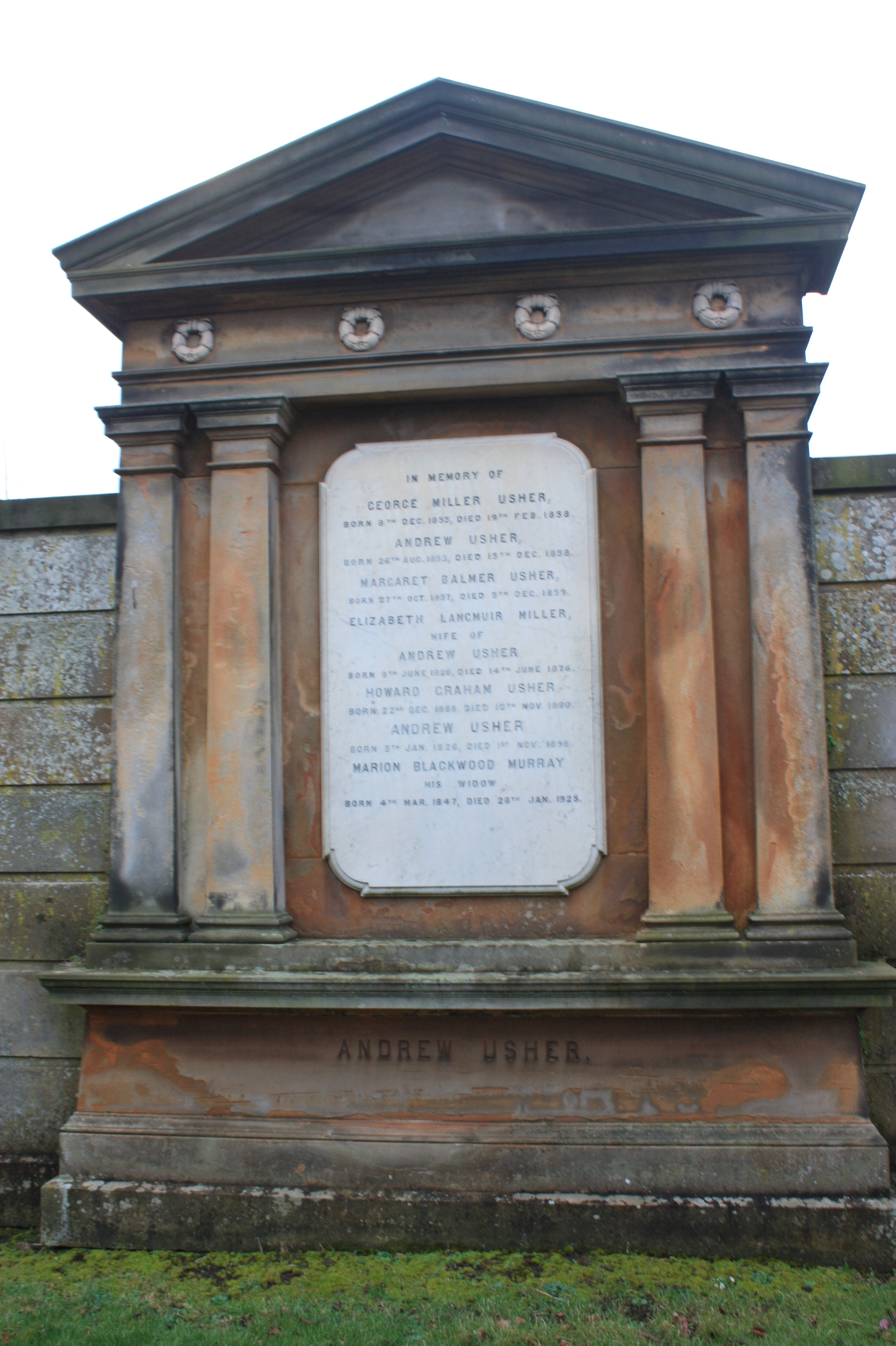
Tombe d'Andrew Usher, cimetière de The Grange, Édimbourg.

Andrew Usher dit Andrew Usher II, né le 5 janvier 1826 à Édimbourg où il est mort le 1er novembre 1898, est un distillateur et assembleur de whisky écossais. 

## Biographie

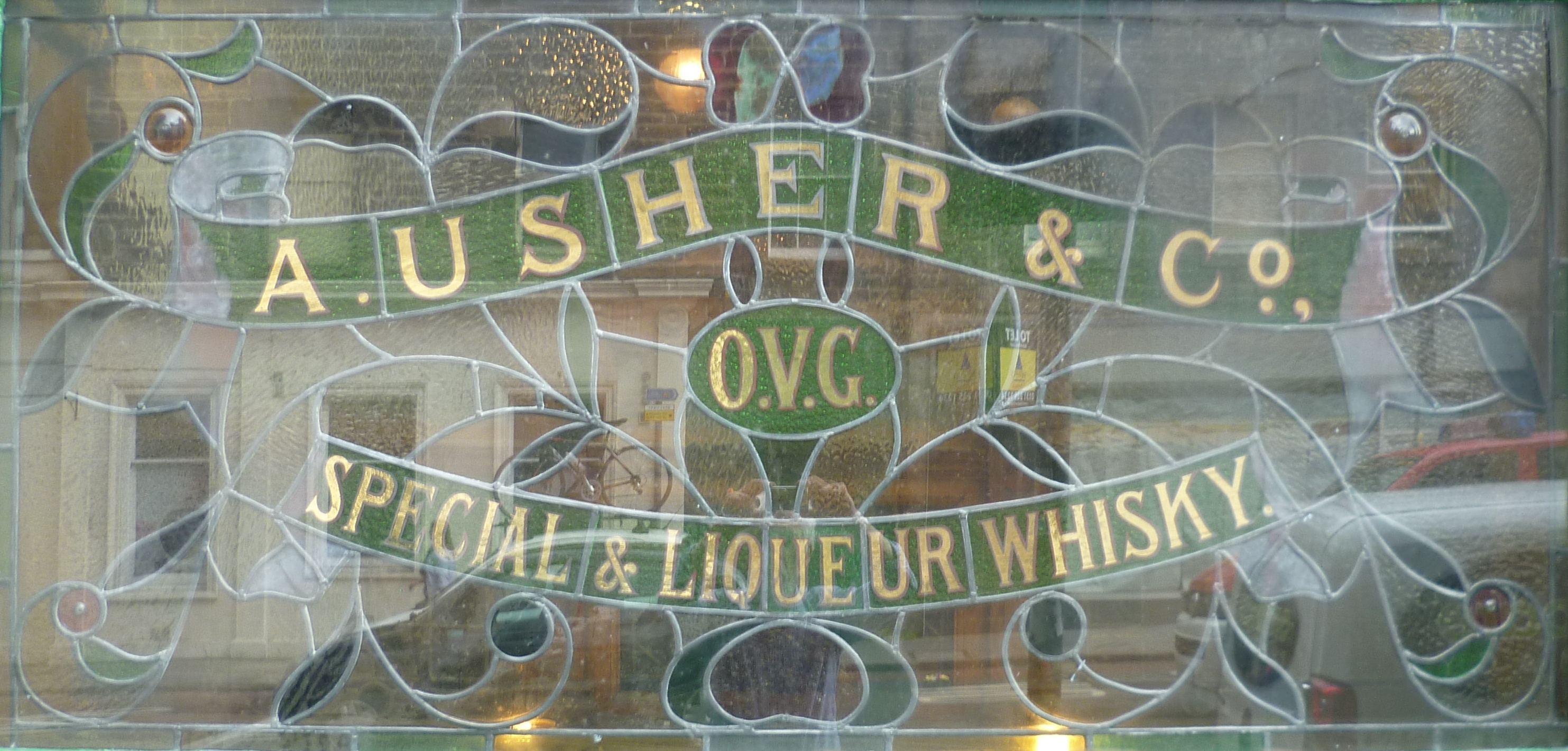
Publicité Usher & Co, Édimbourg

Le père d'Usher, dont il partage le nom, Andrew Usher (1782-1855), est un éminent brasseur écossais qui a expérimenté l'assemblage du whisky dans les années 1840. Il a deux fils, Andrew II et John. Andrew Usher II devient associé d'Andrew Usher & Co d'Édimbourg à la fin des années 1840. Il est également le petit-fils de James Usher de Toftfield qui vendit la propriété à Walter Scott qui l'acheta pour son ami proche Adam Ferguson et la rebaptisa maison Huntly Burn. Andrew Usher II perfectionna l'assemblage final du whisky et est ainsi parfois appelé le « père du whisky écossais ». L'assemblage et la distillation de masse qui suivent permirent au whisky de passer d'une boisson rarement consommée en dehors du Royaume-Uni à une exportation de masse.
Andrew Usher II est l'un des trois fondateurs de la North British Distillery (en) ; les deux autres sont John Crabbie de Crabbie's (en) Green Ginger et William Sanderson, assembleur de whisky de Vat 69 (en), qui sont tous deux directeurs de la distillerie NB. Andrew Usher II est le premier président de la distillerie NB, servant depuis sa création en 1885 jusqu'à peu avant sa mort le 1er novembre 1898. Andrew Usher II et son frère John Usher, en tant qu'associés d'Andrew Usher & Co, étaient également les propriétaires de la distillerie d'Édimbourg.
Il est enterré au cimetière de The Grange, à Édimbourg, aux côtés de sa première épouse, Elizabeth Langmuir Miller (1826-1876) ; de sa seconde épouse, Marion Blackwood Murray (1847-1925) ; et de plusieurs de ses enfants. La maison familiale d'Usher, située en centre-ville, est aujourd'hui un pub reconverti (baptisé le Pear Tree and Andrew Usher & Co), situé près de l'Université d'Édimbourg. 

## Philanthropie
Parmi ses nombreux legs à Édimbourg et à l'Écosse figure l'Usher Hall, qui devint la première salle de concert d'Écosse. Il est enregistré qu'il fit don de 100 000 £ à la ville spécifiquement pour financer la nouvelle salle de concert le 23 juin 1896. Un buste d'Usher se trouve dans la salle à l'entrée du Grand Circle. Il meurt avant que la salle ne soit terminée et elle est plus tard inaugurée par sa veuve. 
Usher a également joué un rôle majeur dans l'amélioration du village de pêcheurs et du port de St Abbs dans le Berwickshire. Il a acheté le domaine de Northfield à la lisière du village, agrandissant et achevant la construction d'un manoir de campagne sur la côte en 1892. Il a considéré la salle publique locale inadéquate et a ensuite financé une nouvelle salle des fêtes et une école, qui ont été construites en 1887 et sont maintenant occupées par le centre d'accueil des visiteurs de St Abbs. Usher a également donné des fonds pour la construction de l'église locale en 1892 et l'extension du mur extérieur du port en 1890.
1. ↑  Voir sa tombe sur FindaGrave.
2. ↑  « Whisky Promotion », Ancestry.com (consulté le 31 octobre 2016)
3. ↑  Nécrologie dans The Glasgow Herald du 2 november 1898, p. 4.
4. ↑  « The Usher Name » [archive du 1er novembre 2016], Andrew Usher & Company (consulté le 31 octobre 2016)
5. ↑  « History », North British Distillery (consulté le 31 octobre 2016)
6. ↑  « Fall and rise of Usher », The Scotsman (consulté le 31 octobre 2016)
7. 1 2 3 4  « History », Usher Hall (consulté le 31 octobre 2016)
8. 1 2 3 4  « St Abbs », The Visitor Centre (consulté le 31 octobre 2016)